# Pardalaspinus yongi
Pardalaspinus yongi är en tvåvingeart som beskrevs av Albany Hancock och Drew 1995. Pardalaspinus yongi ingår i släktet Pardalaspinus och familjen borrflugor. Inga underarter finns listade i Catalogue of Life.